# Spielothek-Cup 1995
Der Spielothek-Cup 1995 war die zehnte Austragung des Handballwettbewerbs und wurde am 25. und 26. August 1995 in den ostwestfälischen Städten Minden und Lübbecke in Nordrhein-Westfalen ausgetragen.
Der TBV Lemgo setzte sich im Finale mit 33:27 (18:14) Toren gegen den TuS Nettelstedt durch und gewann seinen ersten Titel. Den dritten Platz sicherte sich der belarussische Vertreter SKA Minsk mit 33:25 (17:12) gegen den SG VfL/BHW Hameln. Torschützenkönig wurde Minsks Andrej Sinjak mit 21 Toren.

## Preisgeld
Das Preisgeld betrug 20.000 DM. 6.000 DM davon gingen an den Sieger TBV Lemgo.
| Erreichte Platzierung | Preisgeld |
| --------------------- | --------- |
| Sieg                  | 6.000 DM  |
| 2. Platz              | 5.000 DM  |
| 3. Platz              | 4.000 DM  |
| 4. Platz              | 2.500 DM  |
| 5. Platz              | 1.500 DM  |
| 6. Platz              | 1.000 DM  |

## Spiele

### Vorrunde

#### Wertungskriterien
In der Gruppenphase betrug die Spielzeit 2 × 20 Minuten. Es gab zwei Gruppen mit je drei Teilnehmern. Innerhalb der Gruppen spielte jede Mannschaft gegen jede andere Mannschaft, also drei Partien pro Gruppe. Der Sieger jeder Begegnung erhielt zwei Punkte, der Verlierer keinen, bei einem Unentschieden erhielt jeder einen Punkt. Die Platzierung der Mannschaften in den Gruppen ergab sich dabei in folgender Reihenfolge:
1. Anzahl der Punkte;
2. Tordifferenz;
3. Anzahl der erzielten Tore;
4. das Los.

Die jeweils Gruppenersten und -zweiten qualifizierten sich für das Halbfinale, die Dritten für das Spiel um Platz fünf.
Legende

#### Gruppe A
| Pl. | Verein            | Sp. | S | U | N | Tore    | Diff. | Punkte |
| --- | ----------------- | --- | - | - | - | ------- | ----- | ------ |
| 1.  | SKA Minsk         | 2   | 0 | 2 | 0 | 038:380 | ±0    | 02:20  |
| 2.  | SG VfL/BHW Hameln | 2   | 0 | 2 | 0 | 037:370 | ±0    | 02:20  |
| 3.  | TSV GWD Minden    | 2   | 0 | 2 | 0 | 037:370 | ±0    | 02:20  |

Da nach Abschluss der Gruppenspiele anhand der ersten drei Wertungskriterien noch immer keine eindeutige Rangfolge zwischen der SG VfL/BHW Hameln und dem TSV GWD Minden ermittelt werden konnte, sollte das Los über den zweiten Tabellenplatz entscheiden. Beide Mannschaften einigten sich jedoch darauf, ein Siebenmeterwerfen zur Entscheidung zu bestreiten. Dieses gewann Hameln mit 5:4, für die lediglich Edgar Schwank an Jens Buhrmester scheiterte. Für Minden verwarfen Bodo Leckelt, dessen Wurf von Jörg Engelhardt gehalten wurde und Robert Hedin, der nur die Torlatte traf.
| 25. August 1995 18:30 Uhr | TSV GWD Minden                   | 19:19 | SKA Minsk                       | Kreissporthalle, Minden Zuschauer: 700 |
| 25. August 1995 18:30 Uhr | meiste Tore: Kretschmer (7 Tore) | (9:9) | meiste Tore: Usatschew (6 Tore) | Kreissporthalle, Minden Zuschauer: 700 |
| 25. August 1995 18:30 Uhr |                                  |       |                                 | Kreissporthalle, Minden Zuschauer: 700 |

| 25. August 1995 19:30 Uhr | SKA Minsk                   | 19:19  | SG VfL/BHW Hameln            | Kreissporthalle, Minden Zuschauer: 700 |
| 25. August 1995 19:30 Uhr | meiste Tore: Orlow (6 Tore) | (9:11) | meiste Tore: Koring (5 Tore) | Kreissporthalle, Minden Zuschauer: 700 |
| 25. August 1995 19:30 Uhr |                             |        |                              | Kreissporthalle, Minden Zuschauer: 700 |

| 25. August 1995 20:30 Uhr | SG VfL/BHW Hameln                       | 18:18 | TSV GWD Minden             | Kreissporthalle, Minden Zuschauer: 700 |
| 25. August 1995 20:30 Uhr | meiste Tore: Hönnige, Manaskov (5 Tore) | (9:9) | meiste Tore: Bock (6 Tore) | Kreissporthalle, Minden Zuschauer: 700 |
| 25. August 1995 20:30 Uhr |                                         |       |                            | Kreissporthalle, Minden Zuschauer: 700 |

#### Gruppe B
| Pl. | Verein          | Sp. | S | U | N | Tore    | Diff. | Punkte |
| --- | --------------- | --- | - | - | - | ------- | ----- | ------ |
| 1.  | TuS Nettelstedt | 2   | 2 | 0 | 0 | 036:310 | +5    | 04:00  |
| 2.  | TBV Lemgo       | 2   | 1 | 0 | 1 | 031:300 | +1    | 02:20  |
| 3.  | TSG Bielefeld   | 2   | 0 | 0 | 2 | 025:310 | −6    | 00:40  |

| 25. August 1995 18:30 Uhr | TuS Nettelstedt             | 17:14 | TSG Bielefeld                | Stadtsporthalle, Lübbecke Zuschauer: 800 |
| 25. August 1995 18:30 Uhr | meiste Tore: Wenta (4 Tore) | (6:6) | meiste Tore: Gudelj (6 Tore) | Stadtsporthalle, Lübbecke Zuschauer: 800 |
| 25. August 1995 18:30 Uhr |                             |       |                              | Stadtsporthalle, Lübbecke Zuschauer: 800 |

| 25. August 1995 19:30 Uhr | TSG Bielefeld                   | 11:14 | TBV Lemgo                    | Stadtsporthalle, Lübbecke Zuschauer: 800 |
| 25. August 1995 19:30 Uhr | meiste Tore: Krewinkel (5 Tore) | (5:5) | meiste Tore: Marosi (7 Tore) | Stadtsporthalle, Lübbecke Zuschauer: 800 |
| 25. August 1995 19:30 Uhr |                                 |       |                              | Stadtsporthalle, Lübbecke Zuschauer: 800 |

| 25. August 1995 20:30 Uhr | TBV Lemgo                                | 17:19 | TuS Nettelstedt               | Stadtsporthalle, Lübbecke Zuschauer: 800 |
| 25. August 1995 20:30 Uhr | meiste Tore: Zerbe, Baumgartner (4 Tore) | (6:8) | meiste Tore: Chalepo (6 Tore) | Stadtsporthalle, Lübbecke Zuschauer: 800 |
| 25. August 1995 20:30 Uhr |                                          |       |                               | Stadtsporthalle, Lübbecke Zuschauer: 800 |

### Finalrunde
Die Spielzeit betrug bei den Halbfinals sowie dem Spiel um Platz fünf 2 × 20 Minuten. Das Spiel um Platz drei sowie das Finale wurden über 2 × 30 Minuten ausgetragen.

#### Halbfinale
| 26. August 1995 14:00 Uhr | SKA Minsk                    | 14:22  | TBV Lemgo                    | Kreissporthalle, Minden Zuschauer: 800 |
| 26. August 1995 14:00 Uhr | meiste Tore: Sinjak (4 Tore) | (8:11) | meiste Tore: Marosi (8 Tore) | Kreissporthalle, Minden Zuschauer: 800 |
| 26. August 1995 14:00 Uhr |                              |        |                              | Kreissporthalle, Minden Zuschauer: 800 |

| 26. August 1995 15:00 Uhr | TuS Nettelstedt             | 18:17  | SG VfL/BHW Hameln             | Kreissporthalle, Minden Zuschauer: 800 |
| 26. August 1995 15:00 Uhr | meiste Tore: Abend (5 Tore) | (10:9) | meiste Tore: Hönnige (6 Tore) | Kreissporthalle, Minden Zuschauer: 800 |
| 26. August 1995 15:00 Uhr |                             |        |                               | Kreissporthalle, Minden Zuschauer: 800 |

#### Spiel um Platz 5
| 26. August 1995 16:00 Uhr | TSV GWD Minden              | 18:12  | TSG Bielefeld                           | Kreissporthalle, Minden Zuschauer: 800 Schiedsrichter: Jörn Gremmel, Detjens |
| 26. August 1995 16:00 Uhr | meiste Tore: Traub (5 Tore) | (10:5) | meiste Tore: Gudelj, Krewinkel (3 Tore) | Kreissporthalle, Minden Zuschauer: 800 Schiedsrichter: Jörn Gremmel, Detjens |
| 26. August 1995 16:00 Uhr |                             |        |                                         | Kreissporthalle, Minden Zuschauer: 800 Schiedsrichter: Jörn Gremmel, Detjens |

#### Spiel um Platz 3
| 26. August 1995 17:00 Uhr | SKA Minsk                     | 33:25   | SG VfL/BHW Hameln                      | Kreissporthalle, Minden Zuschauer: 800 Schiedsrichter: Rolf Bierla, Georg Fraj |
| 26. August 1995 17:00 Uhr | meiste Tore: Sinjak (10 Tore) | (17:12) | meiste Tore: Hönnige, Schwank (7 Tore) | Kreissporthalle, Minden Zuschauer: 800 Schiedsrichter: Rolf Bierla, Georg Fraj |
| 26. August 1995 17:00 Uhr |                               |         |                                        | Kreissporthalle, Minden Zuschauer: 800 Schiedsrichter: Rolf Bierla, Georg Fraj |

#### Finale
| TBV Lemgo | TBV Lemgo | TuS Nettelstedt | TuS Nettelstedt |
| | Finale 26. August 1995, 18:30 Uhr in Minden (Kreissporthalle) Ergebnis: 33:27 (18:14) Zuschauer: 800 Schiedsrichter: Wolfram Schlieder, Wigbert Schlieder ( Deutschland)                                                                |                 |                 |
| Fynn Holpert, Lutz Grosser – Achim Schürmann (5), Daniel Stephan (7), André Tempelmeier (6), László Marosi (5/2), Volker Zerbe (3), Marc Baumgartner (7), Volker Mudrow, Jens Lause, Frank Ziegler, Ulf Ganschow Trainer: Lajos Mocsai ( Ungarn) | Volker Hoffmann, Mariusz Dudek – Jörg Bohrmann, Ralf Abend (1), Peter Joas (4/1), Michael Scholz (7), Gennadij Chalepo (5), Uwe Zimmer, Christian Piller (2), Andreas Kohl (1), Dirk Beuchler (7/1) Trainer: Gunter Funk ( Deutschland) |                 |                 |

## Statistiken

### Torschützenliste
| Pl. | Spieler          | Verein            | Tore | FT | 7m | T/S  |
| --- | ---------------- | ----------------- | ---- | -- | -- | ---- |
| 1   | Andrej Sinjak    | SKA Minsk         | 21   | 16 | 5  | 5,25 |
| 2   | Markus Hönnige   | SG VfL/BHW Hameln | 20   | 19 | 1  | 5    |
|     | László Marosi    | TBV Lemgo         | 20   | 12 | 8  | 6,67 |
| 4   | Alexei Orlow     | SKA Minsk         | 19   | 19 | 0  | 4,75 |
| 5   | Gennadij Chalepo | TuS Nettelstedt   | 17   | 17 | 0  | 4,25 |

FT – Feldtore, 7m – Siebenmeter-Tore, T/S – Tore pro Spiel

## Aufgebote
| TBV Lemgo | TuS Nettelstedt | SKA Minsk |
| Fynn Holpert Lutz Grosser Achim Schürmann Daniel Stephan André Tempelmeier László Marosi Volker Zerbe Marc Baumgartner Volker Mudrow Jens Lause Frank Ziegler Ulf Ganschow | Volker Hoffmann Mariusz Dudek Jörg Bohrmann Ralf Abend Bogdan Wenta Peter Joas Michael Scholz Gennadij Chalepo Uwe Zimmer Christian Piller Andreas Kohl Dirk Beuchler | Ihar Papruha Vitali Feshchanka Michail Usatschew Andrej Klimovets Alexei Orlow Jurij Gordionok Anton Lakisa Andrej Sinjak Sergei Kowalenko Dmitri Radkewitsch Wladimir Klimovets Wladimir Naganow Igor Sharnikau Wladimir Kostyuchik |
| Lajos Mocsai (Trainer) | Gunter Funk (Trainer) | Spartak Mironowitsch (Trainer) |

### 4.Platz:SG VfL/BHW Hameln
| - Jörg-Uwe Lütt - Jörg Engelhardt - Arne Eppers - Markus Hönnige | - Pepi Manaskov - Edgar Schwank - Ralf Koring - Peter Gerfen | - Marc Siegesmund - Lars Knoke - Christian Brecht - Oliver Mävers | - Stephan Hauck |

Trainer: Urs Mühlethaler

### 5.Platz:TSV GWD Minden
| - Jens Buhrmester - Armin Wegner - Chrischa Hannawald - Andreas Bock | - Robert Hedin - Joachim Sproß - Holger Kretschmer - Bodo Leckelt | - Kai Stolze - Henrik Schepper - Rüdiger Traub - Thomas Oehme | - Stefan Dessin - Ralf Böhme |

Trainer: Jürgen Kloth

### 6.Platz:TSG Bielefeld
| - Sascha Grote - Karsten Börsting - Bruno Gudelj - Ingo Franz | - Jörg Krewinkel - Felix Görzen - Heiko Holtmann - Thomas Pohl | - Heinrich Rödding - Jürgen Weber - Maik Lissel - Stephan Neitzel |  |

Trainer: Diethard von Boenigk